# Innovative Interstellar Explorer

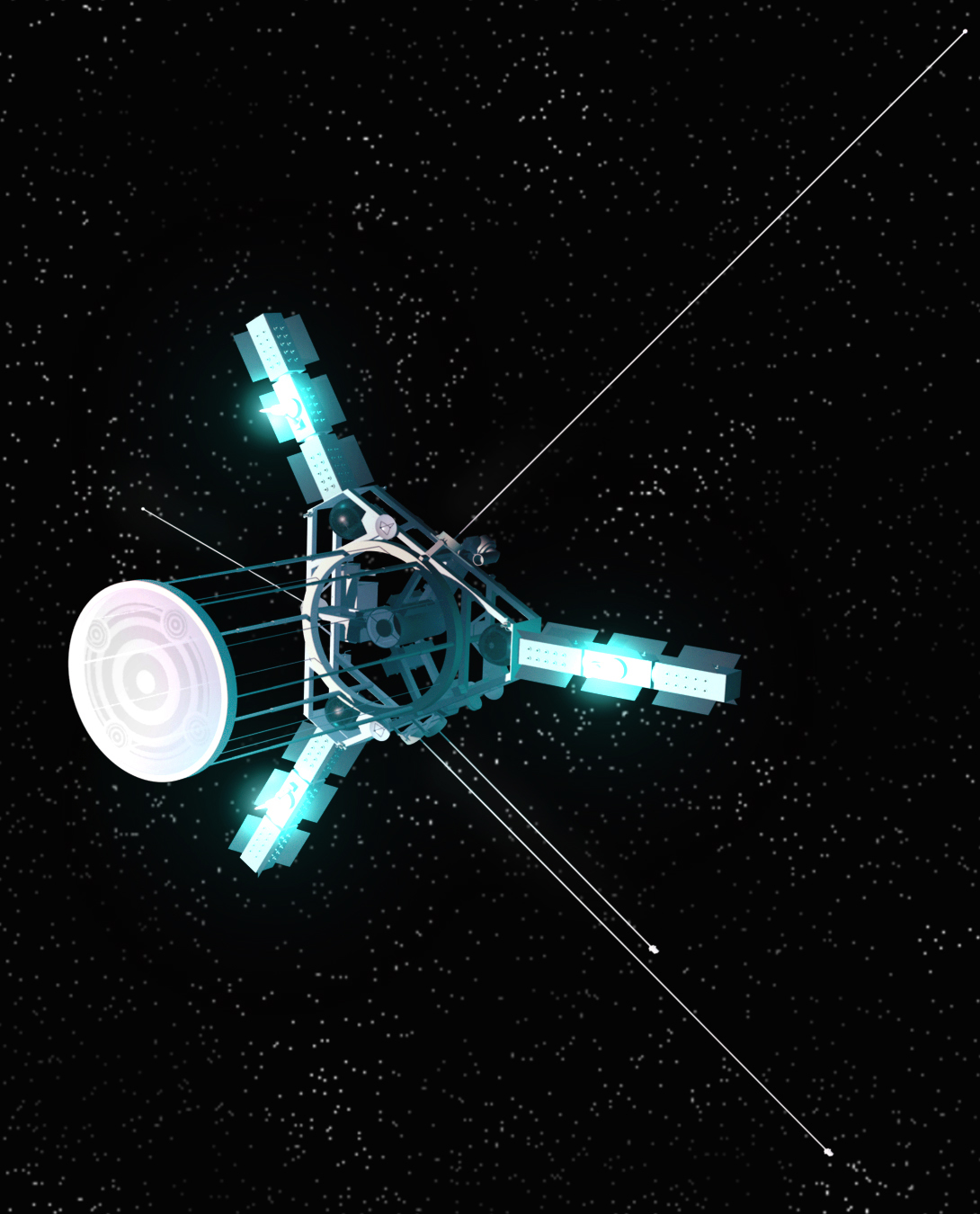
Концепт-арт.

Innovative Interstellar Explorer — запропонований НАСА проект зонда для дослідження зовнішніх областей  Сонячної системи і  міжзоряного простору.

## Опис місії
Головною особливістю місії є те, що розгін за допомогою хімічних двигунів буде використаний лише для відходу з гравітаційного поля Землі. Протягом же подальшої подорожі як маршові будуть використовуватися  іонні двигуни, що дасть змогу апарату, до моменту вичерпання через 15 років після старту робочого тіла двигунів, опинитися за 103 а. о. від Землі (апарату Вояджер для цього знадобиться більше 30 років) і він продовжуватиме віддалятися зі швидкістю 45 км/с. Передбачається, що зв'язок з ним буде підтримуватися як мінімум до відстані 200 а. о, який буде обмежено потужністю бортового передавача і  радіоізотопних джерел енергії. На такій відстані зонд буде перебувати до 2044 року. Вага наукового обладнання становитиме 30 кг. Вартість місії оцінюється в $ 2 млрд.